# Józefowo (powiat wągrowiecki)
Józefowo – kolonia w Polsce, w województwie wielkopolskim, w powiecie wągrowieckim, w gminie Wągrowiec.
Do 2023 miejscowość była częścią wsi Żelice.
W latach 1975–1998 Józefowo administracyjnie należało do województwa pilskiego.